# Mancio
Mancio  è un nome proprio di persona italiano maschile.

## Varianti in altre lingue
- Catalano: Manç[2]
- Francese: Mans
- Latino: Mancius[1]
- Portoghese: Mâncio, Manços
- Spagnolo: Mancio[2]

## Origine e diffusione
Nome di origine latina, risalente forse al termine mansus ("io resto", "io rimango", da maneō, "restare"). In spagnolo può anche costituire un ipocoristico di Amancio.

## Onomastico
L'onomastico si può festeggiare in una delle date seguenti:
- 21 maggio, san Mancio, vescovo di Évora e martire[2][3]
- 8 luglio, beato Mancio Araki, martire a Shimabara[3]
- 29 luglio, beato Mancio della Santa Croce, religioso domenicano e martire con altri compagni a Ōmura[3]